# Saussurea sulcata
Saussurea sulcata là một loài thực vật có hoa trong họ Cúc. Loài này được Iljin miêu tả khoa học đầu tiên năm 1922.